# Cynomys ludovicianus
Cynomys ludovicianus (Лучний собачка чорнохвостий) — вид гризунів родини вивіркових. Ці жовтувато-коричневого забарвлення високо соціальні гризуни живуть колоніями у хитро поєднаних системах нір. 

## Поширення
Країни поширення: Канада, Мексика, Сполучені Штати Америки. Мешкає на сухих, плоских або пологих, відкритих луках з низькою, відносно рідкісною рослинністю, в тому числі областях випасання худоби. 

## Життя
Веде денний спосіб життя. Утворює колонії. Молодь народжуються в підземних норах. Не впадає у сплячку. Харчується різнотрав'ям, взимку також підземними коренями. Воду отримує з рослинності. Головні хижаки: Canis latrans, Taxidea taxus, Lynx rufus, Aquila chrysaetos, Buteo regalis, Buteo jamaicensis, Crotalus viridis.
Вагітність триває 34 днів. Пологи відбуваються під землею. Розмір приплоду в середньому близько чотирьох. Самиця дає один приплід на рік.

## Морфологічні особливості
Хутро від піщано-коричневого до червонувато-коричневого кольору зверху, і білувате знизу. Літнє хутро темніше, майже без підшерстя, зимове з густим підшерстям. Линяє двічі на рік. Альбіноси рідкісні, але бувають. Очі, кігті, вібриси й остання третина хвоста чорні. Вага від 0,68 до 1,4 кг, довжина тіла, як правило, від 36 до 43 см й від 7,6 до 10 см хвіст. Зубна формула: 1/1, 0/0, 2/1, 3/3, загалом 22 зуба.